# جلان كوسلويسكي
جلان كوسلويسكي (بالإنجليزية: Glen Kozlowski)‏ هو لاعب كرة قدم أمريكية أمريكي، ولد في 31 ديسمبر 1962 في هونولولو في الولايات المتحدة.

## وصلات خارجية
- جلان كوسلويسكي على موقع مرجع كرة القدم المحترفة.كوم (الإنجليزية)